# Arenophilus bipuncticeps
Arenophilus bipuncticeps är en mångfotingart som först beskrevs av Charles Thorold Wood 1862.  Arenophilus bipuncticeps ingår i släktet Arenophilus och familjen storjordkrypare. Inga underarter finns listade i Catalogue of Life.